# Olga Kanískina
Olga Nikoláievna Kanískina (Ольга Николаевна Каниськина , 19 de enero de 1985 en Saransk, Rusia) es una atleta rusa especialista en pruebas de marcha atlética que se proclamó campeona olímpica de 20 km marcha en los Juegos de Pekín 2008 y campeona del mundo en la misma distancia en Osaka 2007. Posteriormente fue sancionada por dopaje y anulados varios de sus resultados.

## Sanción por dopaje
El 20 de enero de 2015 fue sancionada por tres años y dos meses por la agencia rusa antidopaje (RUSADA). La sanción tiene efecto desde el 15 de octubre de 2012 pero afecta a los resultados obtenidos en los períodos comprendidos entre el 15 de julio y el 16 de septiembre de 2009, y entre el 30 de julio y el 8 de noviembre de 2011.
Como consecuencia de esta sanción fue cesada por el ministro de deportes, Vitali Mutkó, como directora del Centro de Preparación Olímpica Viktor Cheguin. Kanishkina duró apenas un mes en el cargo en el que sucedió a Víktor Kolesnikov, uno de los fundadores del centro y su director durante 19 años. Kolesnikov también tuvo que abandonar el cargo por problemas de dopaje en el centro que dirigía.
El 24 de marzo de 2016 el TAS descalificó a Kanískina de todos sus resultados entre el 15 de agosto de 2009 y el 15 de octubre de 2012 acusada de dopaje. Debido a ello perdió sus dos títulos de campeona del mundo de 20 kilómetros marcha obtenidos en Berlín 2009 y en Daegu 2011, el subcampeonato olímpico obtenido en Londres 2012, el campeonato de Europa obtenido en Barcelona 2010 y la medalla de plata de la Copa del Mundo de Saransk 2012.

## Carrera deportiva
Su primer gran resultado internacional fue la medalla de plata en los Campeonatos Europeos de Gotemburgo 2006, donde ganó la medalla de plata tras la bielorrusa Rita Turava.
En los Campeonatos Mundiales de Osaka 2007 consiguió la medalla de oro con 1:30.09, por delante de su compatriota Tatiana Shemiákina (1:30.42) y de la española María Vasco (1:30.47).
En mayo de 2008 consiguió la victoria en la Copa del Mundo de Cheboksary, por lo que llegó a los Juegos Olímpicos de Pekín como gran favorita a la medalla de oro.
La prueba de 20 km marcha en Pekín 2008 tuvo lugar el 21 de agosto bajo una intensa lluvia que no dejó de arreciar durante toda la prueba. Kanískina se marchó en solitario desde el inicio, cobrando pronto una gran ventaja sobre sus rivales, y manteniendo un alto ritmo hasta el final de la prueba. Kanískina ganó la medalla de oro batiendo además el récord olímpico con 1:26.31. La plata fue para la noruega Kjersti Tysse-Plätzer (1:27.07) y el bronce para la italiana Elisa Rigaudo (1:27.12).
Sus resultados posteriores al 15 de agosto de 2009 han sido anulados por dopaje.